# Hubert Maurer
Pour les articles homonymes, voir Maurer.
Hubert Maurer (né le 10 juin 1738 à Röttgen, mort le 10 décembre 1818 à Vienne) est un peintre allemand.

## Biographie
Maurer est d'abord l'élève du peintre de cour bavarois Johann Georg Winter. En 1762, Maurer poursuit ses études à l'Académie des beaux-arts de Vienne. Il est l'élève du sculpteur Franz Xaver Messerschmidt, qui est mentalement malade vers 1769/70 et veut le tuer dans un accès de délire de persécution.

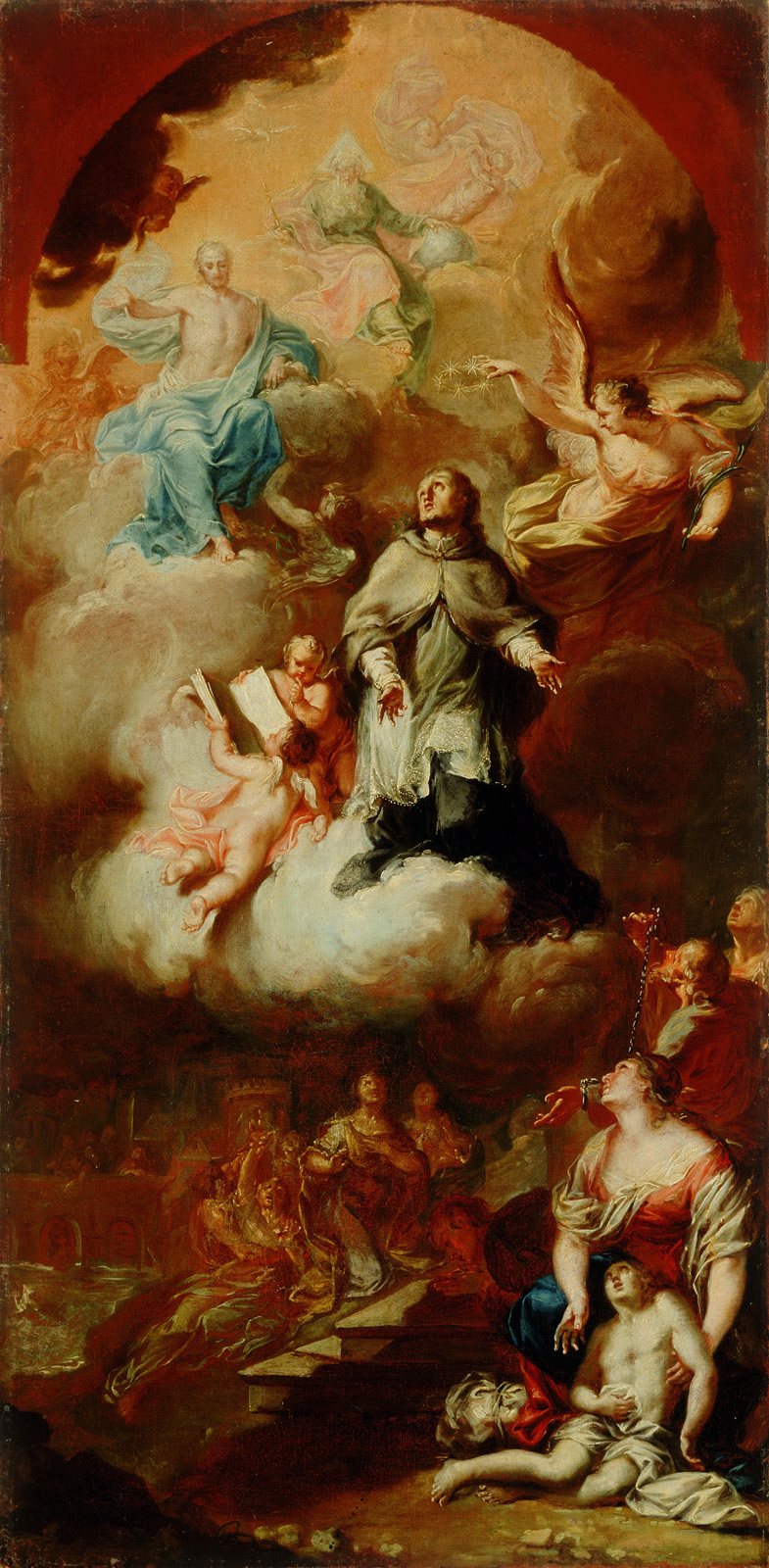
Apothéose de Jean Népomucène

De 1772 à 1776 environ, il appartient à un premier groupe de peintres qui ont des pensions à Rome, où il est également en contact avec Anton Raphael Mengs.
À partir de 1785, Maurer est membre, conseiller et professeur à l'école élémentaire de dessin de l'Académie de Vienne pendant 32 ans. Maurer fait faire notamment des études systématiques des maîtres de la Haute Renaissance italienne.
Il a pour élèves Karl Agricola, Johann Scheffer von Leonhardshoff, Moritz Michael Daffinger, Ferdinand Georg Waldmüller, Karl Russ, Wilhelm August Rieder (en), Kilian Ponheimer le Jeune (de), Peter Fendi, Johann Baptist von Lampi, Friedrich von Amerling, Johann Michael Sattler, ainsi qu'Eustație Altini, spécialisé dans le domaine des iconostases.
Le premier tracé des antiquités par Maurer, avec son style doux, sans contours nets, correspond au goût du baroque tardif, il marque le début du néo-classicisme primitif à l'académie de Vienne.